# Etruszk nyelv

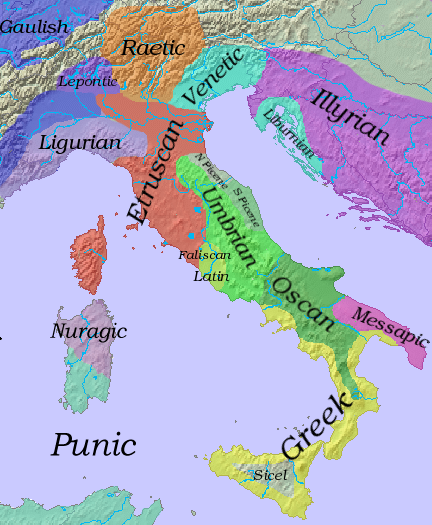
Itália nyelvei a vaskorban (i. e. 6. század)

Az etruszk nyelvet (etruszkul mechl Rasnal) az etruszkok beszélték és írták az ókori Etruriában (a mai Toszkána, illetve Umbria nyugati része), valamint Lombardia, Veneto és Emilia-Romagna egyes részein. A nyelv kihalását a latin nyelv erősödő hatása okozta. Kevés emléket hagyott maga után, főleg rövidebb feliratokban, kölcsönszókként a latinban (pl. a latin persona „személy” az etruszk phersuból ered), valamint helynevekben (pl. Róma). A nyelv végleges kihalása az első századra tehető.
A nyelvészek és az etruszkológusok körében a 21. századra kialakult konszenzus szerint az etruszk nyelv pre-indoeurópai nyelv, és a rét nyelv, valamint a Limnosz szigetén talált feliratok nyelvének rokona.

## Az etruszk írásrendszer
Az etruszk írásrendszer alapja az ábécé, ami az i. e. 8. század végén alakult ki a nyugati görög ábécéből. Több helyi variánsa létezett, amit írnokiskolákban tanítottak.
A nyugati görög ábécé 22 betűt tartalmazott, 4 további jellel kiegészítve, amik görög eredetűek. Az átvételkor néhány betűt, amiknek az etruszkok nem vették hasznát, kihagytak (ezek a mai b, d, o betűknek feleltek meg, továbbá ilyen volt a föníciai samekh jele). A viszonylag kevés karakterrel biztosan nem hangról-hangra írták le a beszédet. Írásban nem tettek különbséget bizonyos mássalhangzók között, ezeket csaknem teljesen szabadon variálták. Nem létezett helyesírási következetesség, úgy gondolhatták, aki beszéli a nyelvet, az a feliratot képes elolvasni. A c, q és χ, t és θ, s és ś, u és v felcserélhetőek. A magánhangzókat hol kiírták, hol nem.

## Hangtan
Az etruszk nyelv hangrendszerét tulajdonképpen nem ismerjük. Azt tudjuk megállapítani, hogy milyen betűket vettek át a görög ábécéből, de hogy pontosan milyen hangot takartak, az ismeretlen. Ugyanazzal a betűvel több különböző – bár hasonló képzési helyű – hangot is írhattak és fordítva, egy hangot több betűvel is leírhattak.

### Magánhangzók
Az etruszk magánhangzórendszer 4 hangból állt (a, i, e, u), és néhány diftongusból (ai, au, ei, eu, ui). Az archaikus nyelvben a magánhangzó-rendszer sokkal gazdagabb lehetett, ami az idők folyamán – talán areális hatásra – folyamatosan egyszerűsödött (ai > aj, eu > ev), sőt hangösszevonás is tapasztalható. Ennek azonban lehet az oka a (nemlétező) „helyesírás” megváltozása (lásd magánhangzó-harmónia). Az o teljesen hiányzik az írott emlékekből, de ez nem zárja ki, hogy a beszélt nyelvben létezett volna. Ha sohasem volt hangsúlyos helyzetben (vagyis nem létezett hosszú változata), akkor nem is írhatták ki. A hangsúlytalan u és o hangok hasonlósága más nyelvekből is adatolt (lásd Halotti beszéd és könyörgés latiatuc = látjátok, pur = por, adamut = Ádámot, stb. írásmódja).
Megjegyzendő, hogy vita tárgyát képzi a tudósok közt, hogy a likvidák és nazálisok viselkedhettek-e magánhangzóként, vagyis alkothattak-e két mássalhangzóval egy szótagot, vagy sem. Gyakoriak ugyanis a mássalhangzó torlódások: például az Elχsntre (Alekszandrosz) névben. Ezt a nevet ez alapján kétféleképp lehet kiolvasni. Egyrészt ahogy írva van, ez esetben a szótagképző magánhangzó az n. A magánhangzó-harmónia alapján azonban Eleχsentre a helyes olvasat. Az utóbbi az elfogadottabb álláspont. Ugyanezt Elcsntre variációban is írhatták. Ebből eredően nem tudni, hogy a kiejtésben a k hang k-nak vagy ḫ-nak hangzott-e.
A magánhangzóknak volt hosszú és rövid formájuk is (i – í)
|         | Elülső | Középső | Hátsó |
| ------- | ------ | ------- | ----- |
| Zárt    | i [i]  |         | u [u] |
| Közepes | e [e]  |         |       |
| Nyílt   |        |         | a [a] |

### Mássalhangzók
Az etruszk mássalhangzórendszer legjellemzőbb tulajdonsága, hogy – ellentétben az indogermán nyelvekkel – a zöngétlen explozívák (p, t, k) párjai nem a zöngés explozvák (b, d, g) hanem az azonos helyen képzett zöngétlen spiránsok: φ, θ, χ (vigyázat, a phi úgy olvasandó, ahogy írjuk, p+h-val!). Tehát a különbséget nem a zöngésség hanem a nyíltság jelentette, hasonlóan az uráli és altáji nyelvekhez. A b, d és g betűk hiányoztak az ábécéből, de hogy az ezeknek megfelelő hang megvolt-e az etruszk nyelvben, szintén ismeretlen. A görög gammát a k hang leírására alkalmazták, ebből lett a latin c.
Ahogy a nyelv fejlődött, ezek a hehezetes hangok szó elején átalakultak h-hanggá, ami ismeretlen volt a korai etruszkban. A kettős mássalhangzók teljesen hiányoznak. A görögből hiányzó f-hangot bevezették, valamint szükségük volt egy további sziszegő hangot jelölő betűre, mert a görög csak az sz-t ismerte, az etruszkban viszont volt s is.
|              | Bilabiális | Bilabiális | Dentális | Dentális | Palatális | Veláris     | Veláris | Glottális |
| ------------ | ---------- | ---------- | -------- | -------- | --------- | ----------- | ------- | --------- |
| Orrhang      | m [m]      | m [m]      | n [n]    | n [n]    |           |             |         |           |
| Zárhang      | p [p]      | φ [pʰ]     | t, d [t] | θ [tʰ]   |           | c, k, q [k] | χ [kʰ]  |           |
| Félhangzó    |            |            | z [ts]   | z [ts]   |           |             |         |           |
| Réshang      | f [ɸ]      | f [ɸ]      | s [s]    | s [s]    | ś [ʃ]     |             |         | h [h]     |
| Oldalsó hang |            |            | l [l]    | l [l]    | i [j]     | v [w]       | v [w]   |           |
| Pergőhang    |            |            | r [r]    | r [r]    |           |             |         |           |

## Nyelvtan
Az etruszk egy agglutináló nyelv vagy flektáló nyelv. Vitatott státuszú, mindkét típusba be lehet sorolni. Az egyik álláspont szerint „flektáló nyelv erős agglutináló vonásokkal", azonban a vita alapja egyrészt a ragok homályos ismerete, másrészt a definíciók közti különbség. Ragozta a főneveket és névmásokat. Luciano Agostiniani La Lingua című tanulmányában, 2000-ben az etruszk nyelvi morfológia és más agglutináló tulajdonságok alapján agglutináló típusúnak sorolta be az etruszk nyelvet. Jelenleg ez a legelfogadottabb álláspont, bár még mindig sokan próbálják indoeurópai kulccsal, flektálóként megfejteni.
A flektálásra hasonlító jellegek azonban a késői feliratokban tűnnek fel, amikor magánhangzók kiesése is tapasztalható a feliratokon. Például az Alexandrosz név korai etruszk változata Aliχsantre, amely a késői feliratokban Alcsentre, majd Elcsntre formában tűnik fel. Ennek oka inkább az etruszk írás rövidítése lehetett, semmint a két közbenső magánhangzó tényleges kiesése. (Hasonló módon, mint a székely–magyar rovásírásban, ahol szintén csak az első magánhangzót jelölték általában.) Az i. e. 5. század előtt az etruszkok inkább magánhangzót iktattak közbe, csak hogy ne kelljen mássalhangzó torlódást kiejteniük (például a latin africus etruszkul afarakanas, Heraklēs neve először Herecele lett, majd Hercle, vagy Klytaimnēstra első lépésben Cluθumusθa, végül Clutmsta lett), és egyáltalán nem logikus nyelvfejlődési folyamat, hogy egy adott időponttól ennek éppen az ellenkezője történne, a magánhangzók szinte teljes kiesése. Erre a nevek körében lehet bizonyítékot találni, mivel ezek többnyire jól azonosíthatók. A Laris, Larθ és Larce nevek egyaránt előfordulnak L, La, Lc, Lθ, Li, Lr és Ls rövidítésekkel. Ezek többségénél a hangsúlyos első szótagbeli a-t nem írták ki, holott a magánhangzó kiesést úgy indokolják – például Massimo Pallottino –, hogy a hangsúlyos szótag erőteljessége miatt sorvadt el a többi hangzó a szavakban. Ennek alapján a flektálásra utaló tőmódosulások is inkább írásképi elemnek tűnnek, semmint tényleges flektálásnak. A korai feliratok mindig ragasztóak.
Fontos eleme még az etruszk nyelvnek a szókezdő szótagon lévő hangsúly, a szótagok nyíltsága (azaz magánhangzóra végződése), a szavakban a magánhangzók hangrendi illeszkedése, a mássalhangzók zöngétlenítése (a zöngés mássalhangzók relatív hiánya), a mássalhangzó torlódások elkerülése, a hangzók átvetése vagy magánhangzó közbeékelése ilyen esetekben. Ez utóbbi tulajdonság a késői feliratokban eltűnik. Ugyanezekben a feliratokban már a zöngés mássalhangzók is gyakoribbak, a θ-t felváltja a t, a χ-t a c stb.
A ragok sorrendje éppúgy kötött, mint a magyar nyelvben. A szótőhöz elsőként a többes szám jele csatlakozik, majd az esetrag. Ha szükséges, kötőhangzót (illeszkedő magánhangzót) is beiktattak. A görög és latin nyelvekben elképzelhetetlen többszörös ragozás is megtalálható, vagyis a már ragozott szóalak továbbragozása vagy képzése. Ilyen például az egyik szövegemlék Unialθi szava. Ennek elemei: Uni- (istennő) -al- (birtokrag) θi (helyhatározó). Együttes fordítása Uniénál. Az Unié Uni templomát jelenti és a továbbképzésnél szótőként viselkedik. A kifejezés tehát azt jelenti, Uni templománál.
A többszörös ragozás lehetővé teszi, hogy képzett szavak váljanak kiegészülő jelentéssel alapszavakká (például nemtörődömség). Ide tartozik a származékszavak hiperkarakterizációja (mint például a magyar remél, remény, reménység).

### Névszóragozás

#### Személyes névmás
A személyes névmások közül az egyes szám első személyű alak ismert. Több változata van, de nem tudni, melyik a ragozott változat, illetve pontosan mit jelent. Ezek a mi, mini, mene. Valószínűleg a mi az alapalak („én”), a mini és mene talán engem vagy nekem jelentésű.

#### Alanyeset
Az etruszk nyelvben az alanyeset jelöletlen vagy -a végű. A fix végződésű alanyeset nagyon sok ókori nyelvre jellemző a hettitától a latinig (az előbbiben -aš, az utóbbiban -us).
Nem ismerte a nyelvtani nem fogalmát, ezért nem alkalmazta a hím-, nő-, és semlegesnemet, szintén más kora ókori nyelvekhez hasonlóan. (Például anatóliai nyelvek.) A női nemet végződésekkel jelezték, ezek voltak a -θa, -θu, vagy -i; például: lautni – „felszabadított ember”, lautni-θa – „felszabadított asszony”. Az -i végződés a latin nyelv befolyására jött létre, és elsősorban melléknevekből keletkezett családnevekben alkalmazták.
A férfi és női nevek különbözősége azt mutatja, hogy a férfinevek végződésétől függően a nőnemet a -nia, -nei képzőkkel hozták létre, miközben sokszor kiesik az utolsó magánhangzó. Emellett előfordul -a (e-végű) és -ni (u-végű szavaknál) is.
| férfinév végződése | női név végződése |
| ------------------ | ----------------- |
| -a                 | -ania, -nei       |
| -i                 | -inei             |
| -u                 | -unia, -uni       |
| -e                 | -enei, -nia, -a   |
| -s                 | -snei             |

#### Egyes és többes szám
A dolgok mennyiségére vonatkozó jelek még bizonytalanok, kevéssé ismertek. Egyetlen többesszámjel van, ami biztosnak tűnik, az -r hang.

#### Tárgyeset
Alany és tárgyeset közt nem tettek különbséget. Ha létezett valamikor tárgyrag, ez lekopott, és csak a névmásokban maradt fenn. Névmásokban azonban egy -n rag jelöli a tárgyat. Például mi-mini (én, engem); ica-ican (ez-ezt).

#### Birtokos eset
Két különböző jele volt: -ś és -al (korábban csak -a). Valószínűleg a kettő közt nincs különbség, az első használták legtöbb esetben, kivéve, ha a szótő vége i, s, n vagy θ volt.
Példák:
Ramθa – Ramθaś
Larθ – Larθal
Lehetséges volt még a birtokragok halmozása, pl. Larθ-al-iś (Larth valamijének a valamije).

#### Lokatívusz
Több lehetséges rag jelölhetett lokatívuszt, egyetlen biztosan megállapítható a -θi.
spur – spureθi (város – városban)

#### Bizonytalan ragok
Emellett több más rag is lehetséges, amelyek jelentését ugyan ismerjük (vagy legalábbis ki lehet következtetni), de pontos használatát nem. Ilyen például a datívusz -eri, ami azonban más eseteket is jelöl, valamint feltehető egy pertinentivus rag is.

#### Melléknevek
Egy biztos melléknévképző az -s. Cluvenia = hely, cluvenias = helyi. Zalarvena = család, zalarvenas = családi.

### Igeragozás
Az igeragozás ma még teljes mértékben ismeretlen. Mivel igeragot nem sokat ismerünk, felmerült, hogy az etruszk igén nomenverbumok vannak, vagy hogy az összes ige passzív alakban van. Ezek azonban csak teóriák. Egyedül a múltidő jele ismert, ez a -ce.

## Számok
A következő tőszámneveket azonosították: θu (1); zal (2); ci (3); σa (4); maχ (5); huθ (6);
semφ (7?); cezp (8?); nurφ (9?); śar (10); zaθrum (20); cialχ / cealχ (30); σealχ (40); muvalχ
(50); semφalχ (70); cezpalχ (80).
Azonosított sorszámnevek: θunśna (1.); cis (3.); huθiś (6.); śariś (10.); zaθrumiś / zaθrumsna (20.).
A megszámolt elemek egyes számban szerepelnek, mint a magyar nyelvben. Tehát ci avil = „három év”, nem „három évek”, mint az indoeurópai nyelvekben.

### Számjelek
|      | Etruszk számjel | Székely-magyar rovás számjel | Római számjel |
| ---- | --------------- | ---------------------------- | ------------- |
| 1    | 1               | 1                            | I             |
| 5    | 5               | 5                            | V             |
| 10   | 10              | 10                           | X             |
| 50   | 50              | 50                           | L             |
| 100  | 100             | 100                          | C             |
| 500  | -               | 500                          | D             |
| 1000 | -               | 1000                         | M             |

## Kihalása
Az etruszk nyelv bizonyíthatóan még virágzott a Kr. e. 2. században. Kiszorulása a Rómához és Latiumhoz közel fekvő dél-etruszk területeken kezdődött, miután az ottani etruszk fővárost, Veii-t a rómaiak elpusztították, később pedig, mint latin nyelvű várost újjáépítették. Tarquiniiben és Velxben vagy háromszáz évig egymás mellett élt az etruszk és a latin, amint azt az ott feltárt feliratok is bizonyítják.
Kihalásának feltételezett idején az etruszk, szintén feliratok tanúsága szerint, már kevert volt a latinnal. Feltehetőleg eredeti etruszk nyelvet csak a falvak lakossága beszélt. Lehetséges, hogy pogány papi szertartásokon az ókor végén, az 5. században használatban volt és korlátozottan ismerték, anyanyelvi beszélői már rég nem élhettek.

### Magyarul
- Az etruszk nyelv. Európa elveszett kincse; szerk. Janurik Tamás; Ad Librum, Budapest, 2020